# Salvador (película)
Salvador es una película bélica estadounidense-mexicana de 1986 dirigida por Oliver Stone y coescrita por Richard Boyle y Stone. Fue protagonizada por James Woods en el papel de Boyle, junto a Jim Belushi, Michael Murphy, Elpidia Carrillo, John Savage y Cynthia Gibb.
La cinta narra la historia de un periodista, Richard Boyle, que cubre la guerra civil de El Salvador mientras queda en medio de las guerrillas y las fuerzas militares, al mismo tiempo que trata de rescatar a su novia salvadoreña y a los hijos de esta. La película critica fuertemente la influencia de Estados Unidos en el ejército salvadoreño y trata la muerte de cuatro eclesiásticas estadounidenses, incluyendo a Jean Donovan, y el asesinato del arzobispo Óscar Romero a manos de un escuadrón de la muerte. Salvador recibió dos nominaciones a los Premios Óscar en las categorías de mejor actor (Woods) y mejor guion original (Stone y Boyle).

## Argumento
Richard Boyle, un veterano periodista con problemas con el alcohol y las drogas, agobiado por las deudas económicas y abandonado por su mujer, busca salir de su mala racha y decide retomar su carrera en algún lugar del mundo donde se presenten noticias bélicas que interesen a los periódicos internacionales. Al descubrir la situación de inestabilidad política y social, en la que El Salvador se encontraba, decide probar suerte en dicho país, al que ya conocía con anterioridad. 
A través del auspicio y bajo engaño, viaja con su mejor amigo Dr. Rock, un Disc jockey jubilado, para cubrir la naciente Guerra Civil que parecía explotar de un momento a otro. Boyle se instala en Puerto de La Libertad donde vive con una chica salvadoreña llamada María, a quien conocía desde hace tiempo atrás y sostenía una relación a escondidas de su esposa. Desde allí este se entera de la realidad de un país sumido en la represión militar, y al borde de la ruina con su población enfrentada en dos bandos. Aunado aparte a una prensa sesgada por los dirigentes ultraderechistas, y las intenciones de sus altos miembros bajo los escuadrones de la muerte, Boyle es además testigo de crímenes como el asesinato de Monseñor Romero en San Salvador y el de cuatro religiosas estadounidenses provenientes de Nicaragua, entre ellas su amiga Cathy Moore. 
Al ver lo complicado de la situación y conociendo el origen de María, Boyle sabe que la misma ya está fichada junto a sus familiares en los registros del ejército, esto porque algunos de sus miembros son afines al movimiento guerrillero del FMLN y habían sido ejecutados. Con ello busca todos los medios para salvarle la vida, sacándola del país y llevándola a vivir a Estados Unidos por un tiempo, recibiendo el apoyo del embajador Thomas Kelly aunque no logra conseguir que se legalicen sus papeles. Boyle junto y gracias a su amigo el fotógrafo John Cassady obtiene grandes tomas del conflicto que tendrían un enorme valor al retornar a su país, y que lo volverían de nuevo famoso. Sin embargo al llegar a cruzar por El Paso la policía migratoria los detiene y María es deportada de regreso.

## Reparto
| Actor            | Personaje                  |
| ---------------- | -------------------------- |
| James Woods      | Richard Boyle              |
| Jim Belushi      | Doctor Rock                |
| Michael Murphy   | Embajador Thomas Kelly     |
| John Savage      | John Cassady               |
| Elpidia Carrillo | María                      |
| Cynthia Gibb     | Cathy Moore                |
| Tony Plana       | Mayor Maximiliano Casanova |

## Producción
El primer paso que llevó a la creación de la película ocurrió cuando Oliver Stone conoció casualmente al periodista Richard Boyle en un café. De ese encuentro nació una amistad que llevó a Boyle a dejar que el cineasta leyera escritos inéditos sobre sus experiencias en El Salvador. Stone quedó tan impresionado que lo usó como base para coescribir el guion de Salvador con Boyle.
Para poder financiar la película Stone tuvo que buscar a inversores británicos y mexicanos, porque los grandes estudios de California le habían dado la espalda a su proyecto de hacerla. Una vez teniendo asegurada la financiación, la obra cinematográfica fue filmada en localizaciones naturales en México.

## Recepción
La película se estrenó en los Estados Unidos el 5 de marzo de 1986 y en España el 7 de noviembre de 1986. La película salvó la carrera de Oliver Stone en esos momentos por los premios que recibió. Según Muchocine, la película de Oliver Stone es comprometida, basándose en hechos reales y con un enorme James Woods, mientras que las críticas en Abandomoviez la catalogizan como excelente.

## Premios
- Premios Oscar: 2 Nominaciones
- Premio Film Independent Spirit: 3 Premios y 3 Nominaciones
- Premio KCFFC: 2 Nominaciones
- Premio NSFC: Una Nominación
- Premio WGA: Una Nominación